# 拜自立
拜自立（英語：Pai Tzu-li，?—1937年）是中央陆军新编第三十六师的回族軍官，曾在马仲英和馬虎山的軍中任职。他在40歲時曾擔任马仲英的秘书。他也是馬虎山的参谋长，并于1937年说服他进攻喀什。
1937年9月1日，拜自立撤退到喀格勒克镇。9月7日，拜自立与马虎山拋棄了他們的士兵，越过喜马拉雅山脉後逃到了印度。一說拜自立被马虎山枪杀，未能逃離中國。 